# Guzara (district)
 (novembre 2018).
Si vous disposez d'ouvrages ou d'articles de référence ou si vous connaissez des sites web de qualité traitant du thème abordé ici, merci de compléter l'article en donnant les références utiles à sa vérifiabilité et en les liant à la section « Notes et références ».
Le district de Guzara est un district situé au centre de la province de Hérât, en Afghanistan

## Situation
Le district, d'une superficie de 2 000 km2, est situé à 10 km au sud de Hérat et à 1 184 m d'altitude.
Il borde le district d'Enjil au nord, le district de Pashtun Zarghun (en) à l'est, le district d'Adraskan au sud et le district de Zinda Jan (en) à l'ouest.

## Population
La population était estimée à 142 700 habitants en 2012.

## Administration
Le centre administratif du district de Guzara se trouve sur la route principale Hérât-Kandahar.

## Crédit d'auteurs
- (en) Cet article est partiellement ou en totalité issu de l’article de Wikipédia en anglais intitulé « Guzara District » (voir la liste des auteurs).